# James Acheson
James Acheson (Leicester, 13 marzo 1946) è un costumista e scenografo britannico, tre volte vincitore dell'Oscar ai migliori costumi, nel 1988 per L'ultimo imperatore, nel 1989 per Le relazioni pericolose e nel 1996 per Restoration - Il peccato e il castigo.

## Riconoscimenti
- Premi Oscar (migliori costumi)
  - 1988: vincitore - L'ultimo imperatore
  - 1989: vincitore - Le relazioni pericolose
  - 1996: vincitore - Restoration - Il peccato e il castigo

- Premi BAFTA (migliori costumi)
  - 1989: vincitore - L'ultimo imperatore
  - 1990: candidato - Le relazioni pericolose
  - 1996: candidato - Restoration - Il peccato e il castigo

- David di Donatello (miglior costumista)
  - 1988: vincitore - L'ultimo imperatore

## Filmografia
- I banditi del tempo (Time Bandits), regia di Terry Gilliam (1981)
- Monty Python - Il senso della vita (Monty Python's The Meaning of Life), regia di Terry Jones (1983)
- Bullshot, regia di Dick Clement (1983)
- Brazil, regia di Terry Gilliam (1985)
- Acqua in bocca (Water), regia di Dick Clement (1985)
- Highlander - L'ultimo immortale (Highlander), regia di Russell Mulcahy (1986)
- Avventura nel tempo (Biggles: Adventures in Time), regia di John Hough (1986)
- L'ultimo imperatore (The Last Emperor), regia di Bernardo Bertolucci (1987)
- Le relazioni pericolose (Dangerous Liaisons), regia di Stephen Frears (1988)
- Il tè nel deserto (The Sheltering Sky), regia di Bernardo Bertolucci (1990)
- Le nozze di Figaro, regia di Brian Large - film TV (1991)
- Cime tempestose (Wuthering Heights), regia di Peter Kosminsky (1992)
- Piccolo Buddha (Little Buddha), regia di Bernardo Bertolucci (1993)
- Frankenstein di Mary Shelley (Mary Shelley's Frankenstein), regia di Kenneth Branagh (1994)
- Restoration - Il peccato e il castigo (Restoration), regia di Michael Hoffman (1995)
- Il vento nei salici (The Wind in the Willows), regia di Terry Jones (1996)
- La maschera di ferro (The Man in the Iron Mask), regia di Randall Wallace (1998)
- Il mio amico vampiro (The Little Vampire), regia di Uli Edel (2000)
- Le nebbie di Avalon (The Mists of Avalon), regia di Uli Edel - film TV (2001)
- Spider-Man, regia di Sam Raimi (2002)
- Daredevil, regia di Mark Steven Johnson (2003)
- Spider-Man 2, regia di Sam Raimi (2004)
- Spider-Man 3, regia di Sam Raimi (2007)
- The Warrior's Way, regia di Sngmoo Lee (2010)
- L'uomo d'acciaio (Man of Steel), regia di Zack Snyder (2013)
- Un'occasione da Dio (Absolutely Anything) , regia di Terry Jones (2015)